# 1995년 하계 스페셜 올림픽
제9회 하계 스페셜 올림픽 세계 대회는 1995년 7월 1일부터 7월 9일까지 미국 뉴헤이븐에서 열린 스페셜 올림픽이다.